# N'astirh
N'astirh es un personaje de ficción creado por Marvel Comics como un habitante demoníaco del Limbo.

## Historia publicada
N'astirh apareció por primera vez en X-Factor # 32 y fue creado por Louise Simonson y Jon Bogdanove.

## Biografía ficticia del personaje
N'Astirh era un demonio con grandes habilidades  mágicas y un maestro de la manipulación. A pesar de su poder y la lealtad a su señor Belasco, este lo descarta como potencial aprendiz, viendo a los demonios como aptos sólo para ser siervos. Cuando  Illyana Rasputin se rebela para reemplazar a Belasco como señor del Limbo, N'Astirh roba el libro de hechizos de este y huye a la Tierra en el pasado. Después de años de estudio dominará todos los hechizos del libro.
N'Astirh hace una alianza con Cameron Hodge. Sus demonios luego secuestran a Artie Maddicks y a  Sanguijuela. Utilizando el libro de hechizos robado a Belasco, N'astirh envía demonios a secuestrar bebés mutantes y se llevó al experto en informática, Wiz Kid, como cautivo. Es informado por Cameron Hodge sobre el orfanato de Mr. Siniestro para niños mutantes. N'astirh coacciona a Wiz Kid para crear un ordenador que procese la magia. Cuando Hobgoblin (Jason Macendale) se ofrece a hacer un pacto con el demonio Fausto para cambiar su alma por el poder de un demonio, N'astirh se burla de la oferta y por capricho, otorga a Hobgoblin la fuerza solicitada de forma gratuita fusionándolo con un demonio, que eventualmente se separa para convertirse en el DemoDuende.  Arcángel jura venganza sobre N'astirh por la fuerza que proporcionó a Cameron Hodge. También hace un pacto con Madelyne Pryor, quien utiliza esta alianza para obtener su venganza contra los  Merodeadores y el retorno seguro de su hijo  Nathan.
Madelyne Pryor, N'astirh y S'ym planean una invasión demoníaca empezando por Manhattan. N'astirh y S'ym manipulan a Illyana Rasputín para generar la apertura de un portal interdimensional en el Empire State Building, a través del cual los demonios de N'astirh invaden la isla. Kang el Conquistador envía a su siervo, el Hombre Creciente para atacar la horda de demonios de N'astirh. Durante la invasión, este coacciona a Illyana,  Meggan y Madelyne hacia sus lados más oscuros, Magik tiene un vínculo con el Limbo, Meggan es una cambiante  empática que está influida por las emociones oscuras que la rodean (transformándola en la Princesa Goblin) y Madelyne tiene poderes psiónicos activos que la transforman en la Reina Duende. Illyana finalmente cierra el portal, sellando a los demonios en el Limbo.
Mientras N'astirh lucha contra S'ym por el control del Limbo y la Tierra, él es infectado y transformado por el virus Transmode. Afirma que se ha "convertido" en magia, ya que puede invocar y lanzar hechizos casi simultáneamente.
Captura a Nathan Christopher Summers. Cuando descubre que Madelyne ha caído en la locura, él vuelve y presenta a esta su hijo como el sacrificio principal. Él es finalmente destruido por una sobrecarga de relámpagos insertada en él por Tormenta.
Mucho más tarde, N'astirh reaparece al lado de Illyana Rasputin, aunque las circunstancias que rodearon su regreso siguen sin estar claros. Él no parece poseer las mejoras y habilidades que le fueron otorgadas como consecuencia de su exposición al virus tecno-orgánico. También parece ser mucho más animal y salvaje que antes y no ha mostrado ninguna de las características de la personalidad astuta y manipuladora que una vez tuvo.
Él regresa durante el evento del Advenimiento, donde se reveló que N'astirth es el cerebro que secuestró a Magik.

## Poderes y habilidades
Vastos poderes mágicos le otorgan la capacidad de manipular las fuerzas de la magia teniendo diferentes efectos como generar energía mística como pernos de fuerza y escudos protectores, aumentar su tamaño y fuerza, regenerar sus heridas y aprovechar el mal innato de los seres humanos para convertirlos en demonios con un toque. Él también tiene la capacidad de vuelo debido a sus alas de cuero natural.
La transformación por el virus tecnoorgánico Transmode le da la capacidad de alterar su forma y puede reconstruir su cuerpo de una sola célula cuando se destruye o se lesiona y puede infectar a otras personas con el virus, convirtiéndolos en seres "tecno-orgánicos" y absorber su energía vital. El virus también le concedió una mente de computadora lo que le permite lanzar hechizos y generarlos casi simultáneamente.
N'astirh tiene un intelecto superdotado y posee un amplio conocimiento de la magia negra adquirida a través del estudio de libro principal de brujería de Belasco.

## En otros medios

### Videojuegos
- Réplicas androides de N'astirh aparecen como mini-jefes en Spider-Man/X-Men: La Venganza de Arcade.
- N'astirh aparece en Marvel Heroes, con la voz de Steven Blum.